# Шведизація
Шведиза́ція — це поширення та/або нав’язування шведської мови та культури або заходи, що мають це на меті. У контексті шведської експансії в межах Скандинавії шведизація може стосуватися як інтеграції Сконе (Сканії), Ємтланду та Богуслена в 1600-х роках, так і урядової політики щодо саамів і фінів у північній Швеції протягом 1800-х і 1900-х років.

## Шведизація Сканії
В рамках Роскілльського договору наприкінці Другої Північної війни, всі території історичного регіону Сканія були передані Данією-Норвегією Шведській імперії на початку 1658 року. Для Шведської імперії було важливо інтегрувати нові суб’єкти та змусити сканців відчувати себе шведами, а не данцями. 16 квітня 1658 року представники знаті Сканії, Блекінге та Галланда, громадяни, духовенство та селяни зібралися в Мальме, щоб присягнути на вірність Карлу X Густаву. Король не був присутній, але був представлений порожнім кріслом, оточеним шведськими солдатами.
У 1662 році Швеція узгодила податки та правила в Сканії до податків і правил у решті країни. Деякі з нових правил дуже відрізнялися від попередніх данських; наприклад, lilla tullen ("мала митниця"), яка стягувала податок на всі товари, що ввозилися в міста. Інші зміни вимагали, щоб кожна міська рада мала щонайменше двох членів немісцевого шведського походження. Водночас мешканці Сканії отримали представництво в Риксдазі, на відміну від інших областей, що були завойовані Шведською імперією.
Коли Карл X Густав висадився в Гельсінгборзі в 1658 році, він зустрів на пірсі єпископа Педера Вінструпа з Лунда, який став рушійною силою для створення Лундського університету як шведської противаги Копенгагенському університету. У 1666 році його було засновано під назвою «Regia Academia Carolina», а офіційна церемонія відкриття відбулася в січні 1668 року.
Приблизно через два десятиліття після Роскілльського договору Швеція прагнула краще інтегрувати Сканію запроваджуючи зміни в місцевих церквах та впливаючи на місцеву мову. У 1681 році місцеві священники приєдналися до Церкви Швеції, а судові документи та церковне листування переймали дедалі більше граматичних рис літературної шведської.
Під час дансько-шведської війни наприкінці 1670-х років спалахнуло проданське повстання вільних стрільців. Це призвело до кампанії захоплення, катування та страти тих, хто не присягнув на вірність шведському королю. Ці заходи виявилися ефективними, і до 1709 року, коли Данія знову розпочала вторгнення у Сканію після Полтавської битви, місцеве ополчення чинило опір данським військам.
Коли в 1675 році почалася дансько-шведська війна, у Сканії проживало близько 180 000 людей. До 1718 року їх залишилося лише 132 800. Деякі snaphane втекли до Данії; близько 30 000 сканських хлопців було відправлено до шведської армії, багато з них потім було переселено до балтійського регіону. Водночас шведів заохочували заволодіти сканськими фермами та одружуватися з місцевими жінками.

## Шведизація саамів і фінів
Починаючи з 1846 року, Швеція почала вживати заходів, що мали на меті визначення та контроль над її північними регіонами, а також на інтеграцію місцевого саамського та фінського населення зі шведською нацією. Попри те, що переписи населення почали розмежовувати саамів, фінів і шведів ще у 1805 році, протягом 19-го і 20-го століть ці визначення змінювалися залежно від мови, роду занять, релігії, батьківської лінії та імені.
Саами були поділені на різні групи: на оленярів, які продовжували вести кочовий спосіб життя і вважалися менш розвиненими, та фермерів, яких уряд вважав шведами, а не саамами. Політика Lapp skall vara Lapp (букв. 'Лапландець є лапландець') змушувала дітей осілих та дітей кочовиків навчатися по-різному. Наприкінці 1800-х років шведська мова стала єдиною мовою навчання в Торнедалені попри те, що він був населений здебільшого фінськомовними. У 1930-х роках для фінських і саамських дітей були створені школи-інтернати, де їм забороняли говорити рідною мовою і заохочували прийняти "цивілізовані" норми.
Подібні заходи припинили виконувати лише наприкінці 1970-х років, коли Швеція офіційно визнала саамів корінним народом Швеції. У 2009 році Риксдаг ухвалив Закон про мову ("Språklag" SFS 2009:600), який визнав саамські мови та мянкіелі офіційними мовами меншин Швеції, забезпечивши право використовувати ці мови в освіті та адміністративному судочинстві.
У 2020 році Швеція профінансувала створення незалежної комісії, що має на меті вивчення та документування минулих злочинів шведської держави, вчинених щодо саамів. Також було створено паралельну комісію для вивчення минулого "лікування" торнедальців.